# Yeager (Oklahoma)
Yeager es un pueblo ubicado en el condado de Hughes en el estado estadounidense de Oklahoma. En el año 2010 tenía una población de 	75 habitantes y una densidad poblacional de 150 personas por km².

## Geografía
Yeager se encuentra ubicado en las coordenadas 35°9′26″N 96°20′25″O / 35.15722, -96.34028 (35.157355, -96.340218).

## Demografía
Según la Oficina del Censo en 2000 los ingresos medios por hogar en la localidad eran de $13,125 y los ingresos medios por familia eran $16,250. Los hombres tenían unos ingresos medios de $12,500 frente a los $18,750 para las mujeres. La renta per cápita para la localidad era de $6,438. Alrededor del 26.4% de la población estaban por debajo del umbral de pobreza.